# جین بارتکوویچ
 جین بارتکوویچ (انگلیسی: Jane Bartkowicz؛ زاده ۱۶ آوریل ۱۹۴۹) یک تنیس‌باز اهل ایالات متحده آمریکا است.